# Djamel Abdoun
Pour les articles homonymes, voir Abdoun.
Djamel Abdoun est un footballeur international algérien né le 14 février 1986 à Montreuil (Seine-Saint-Denis). Depuis septembre 2023, il évolue aujourd'hui au côté de Karim Ziani en tant que joueur vétéran (+35 ans) au club du FC Fleury 91 en régional 1.

## Biographie
Né en France de parents algériens, Djamel Abdoun grandit dans la banlieue est de Paris, dans la commune de Montreuil. Ses parents sont originaires de la commune seddouk, en Kabylie. Il commence sa carrière dans les équipes de jeunes joueurs du Paris Saint-Germain en 2002. Il est libéré à la fin de la saison. En 2003, il signe pour l'AC Ajaccio où il fait seulement 12 apparitions en quatre saisons, marquant deux buts.
Au mercato d'hiver, lassé de lutter pour la survie en Ligue 2, il rejoint Manchester City, auquel est prêté six mois à partir de janvier 2007. Djamel Abdoun fait partie des trois joueurs français de Manchester City avec Sylvain Distin et le milieu de terrain Ousmane Dabo. Il a fait une seule apparition pour le club anglais, en tant que remplaçant, le 28 janvier 2007 dans une victoire de 3-1 contre Southampton en FA Cup. Il retourne à Ajaccio à la fin de la saison, car Manchester City choisit de ne pas lever l'option d'achat à la fin de son prêt.
De retour à Ajaccio, il est de nouveau prêté, cette fois-ci à Sedan, en début de saison 2007. Durant l'été 2008, un accord est trouvé et officialisé le 7 mai 2008 : Djamel Abdoun signe au FC Nantes pour 4 ans. Il porte le numéro 7. Il se blesse gravement lors d'un match contre Bordeaux (fracture du tibia péroné à la suite d'un tacle de Wendel) dès le début du championnat et revient seulement lors de la 19e journée face à Sochaux.
Souvent sélectionné en équipe de France dans sa catégorie d'âge mais jamais en A, il rejoint la sélection algérienne en 2009 avec laquelle il devient demi-finaliste de la CAN 2010, puis participe à la coupe du monde 2010 en Afrique du Sud.
En août 2010, il signe au club grec du AO Kavala pour trois saisons dont il devient meilleur passeur du championnat. Le 31 août 2011, il signe un contrat de 3 ans avec l'Olympiakos Le Pirée. Le 14 septembre 2012, Abdoun prolonge son contrat jusqu'en 2015 avec l'Olympiakos Le Pirée. Le 18 septembre 2012 il marque son premier but en C1 contre Schalke malgré son but, l'Olympiakos a perdu sur le score de (2-1).

### Vie privée
Il est père de trois enfants.

## Statistiques
| Saison                | Club                      | Championnat           | Championnat | Championnat | Coupe(s) nationale(s) | Coupe(s) nationale(s) | Compétition(s) continentale(s) | Compétition(s) continentale(s) | Compétition(s) continentale(s) | Total | Total |
| Saison                | Club                      | Division              | M.          | B.          | M.                    | B.                    | Comp.                          | M.                             | B.                             | M.    | B.    |
| 2003-2004             | AC Ajaccio                | 1                     | 1           | 0           | 0                     | 0                     | -                              | -                              | -                              | 1     | 0     |
| 2004-2005             | AC Ajaccio                | 1                     | 2           | 0           | 0                     | 0                     | -                              | -                              | -                              | 2     | 0     |
| 2005-2006             | AC Ajaccio                | 1                     | 7           | 2           | 2                     | 0                     | -                              | -                              | -                              | 9     | 2     |
| 2006-2007             | AC Ajaccio                | 2                     | 2           | 0           | 0                     | 0                     | -                              | -                              | -                              | 2     | 0     |
| 2006-2007             | Manchester City FC (prêt) | 1                     | 0           | 0           | 1                     | 0                     | -                              | -                              | -                              | 1     | 0     |
| 2007-2008             | CS Sedan Ardennes (prêt)  | 2                     | 33          | 5           | 6                     | 2                     | -                              | -                              | -                              | 39    | 7     |
| 2008-2009             | FC Nantes                 | 1                     | 22          | 1           | 1                     | 0                     | -                              | -                              | -                              | 23    | 1     |
| 2009-2010             | FC Nantes                 | 2                     | 27          | 2           | 1                     | 0                     | -                              | -                              | -                              | 28    | 2     |
| 2010-2011             | FC Nantes                 | 2                     | 1           | 0           | 0                     | 0                     | -                              | -                              | -                              | 1     | 0     |
| 2010-2011             | AO Kavala                 | 1                     | 26          | 3           | 2                     | 0                     | -                              | -                              | -                              | 28    | 3     |
| 2011-2012             | Olympiakos FC             | 1                     | 23          | 2           | 6                     | 2                     | C1+C3                          | 4+2                            | 0+0                            | 35    | 4     |
| 2012-2013             | Olympiakos FC             | 1                     | 27          | 7           | 4                     | 3                     | C1+C3                          | 6+1                            | 1+0                            | 38    | 11    |
| 2013-2014             | Nottingham Forest FC      | 2                     | 22          | 1           | 5                     | 1                     | -                              | -                              | -                              | 27    | 2     |
| 2014-2015             | KSC Lokeren (prêt)        | 1                     | 4           | 0           | 0                     | 0                     | -                              | -                              | -                              | 4     | 0     |
| 2015-2016             | PAE Veria                 | 1                     | 15          | 3           | 2                     | 0                     | -                              | -                              | -                              | 17    | 3     |
| Total sur la carrière | Total sur la carrière     | Total sur la carrière | 212         | 26          | 30                    | 8                     | -                              | 13                             | 1                              | 255   | 35    |

## En sélection nationale
| Saison                | Sélection             | Phases finales               | Phases finales | Phases finales | Phases finales | Éliminatoires CDM | Éliminatoires CDM | Éliminatoires CDM | Éliminatoires CAN | Éliminatoires CAN | Éliminatoires CAN | Matchs amicaux | Matchs amicaux | Matchs amicaux | Total | Total | Total |
| Saison                | Sélection             | Compétition                  | M              | B              | Pd             | M                 | B                 | Pd                | M                 | B                 | Pd                | M              | B              | Pd             | M     | B     | Pd    |
| --------------------- | --------------------- | ---------------------------- | -------------- | -------------- | -------------- | ----------------- | ----------------- | ----------------- | ----------------- | ----------------- | ----------------- | -------------- | -------------- | -------------- | ----- | ----- | ----- |
| 2009-2010             | Algérie               | CAN 2010+Coupe du monde 2010 | 4+1            | 0              | 0              | -                 | -                 | -                 | -                 | -                 | -                 | 3              | 0              | 0              | 8     | 0     | 0     |
| 2010-2011             | Algérie               | -                            | -              | -              | -              | -                 | -                 | -                 | 2                 | 0                 | 0                 | 1              | 0              | 0              | 3     | 0     | 0     |
| Total sur la carrière | Total sur la carrière | Total sur la carrière        | 5              | 0              | 0              | -                 | -                 | -                 | 2                 | 0                 | 0                 | 4              | 0              | 0              | 11    | 0     | 0     |

### Matchs internationaux
La liste ci-dessous dénombre les rencontres de l'Équipe d'Algérie de football auxquelles Djamel Abdoun prend part du 18 janvier 2010 au 10 octobre 2010.

## Palmarès

### En club
- Olympiakos
  - Vainqueur du Championnat de Grèce en 2012 et 2013.
  - Vainqueur de la Coupe de Grèce en 2012 et 2013.

### En sélection
- France -19 ans
  - Vainqueur du Championnat d'Europe des moins de 19 ans 2005.
- France -20 ans
  - Vainqueur du Tournoi de Toulon en 2006 et 2007

Participation à la coupe d’Afrique 2010 demi finaliste.
Participation à la coupe du monde 2010 avec l’Algérie.

### Distinctions personnelles
- Trophée du joueur du mois UNFP de Ligue 2 en janvier 2008.
- Meilleur passeur du Championnat de Grèce en 2011, 2012 et 2013.
- Meilleur joueur du Championnat de Grèce en 2013.